# 天鷹座R
天鷹座R，又名BD+08 3970，HD 177940、SAO 124266、HR 7243，是天鷹座的一颗恒星，视星等为6.09，位于銀經41.95，銀緯0.45，其B1900.0坐标为赤經19h 1m 33.2s，赤緯+8° 0.45′ 43″。